# Xyris drummondii
Xyris drummondii är en gräsväxtart som beskrevs av Gustaf Oskar Andersson Malme. Xyris drummondii ingår i släktet Xyris och familjen Xyridaceae. Inga underarter finns listade i Catalogue of Life.